# Zelena Balka, Hadeaci
Zelena Balka (în ucraineană Зелена Балка) este un sat în comuna Hreceanivka din raionul Hadeaci, regiunea Poltava, Ucraina.

## Demografie
Componența lingvistică a localității Zelena Balka
     Ucraineană (100%)
Conform recensământului din 2001, toată populația localității Zelena Balka era vorbitoare de ucraineană (100%).